# Dry Awarua River
Der Dry Awarua River ist ein Fluss im Southland District in der Region Southland auf der Südinsel von Neuseeland.

## Geographie
Der Dry Awarua River entspringt rund 1,8 km westlich des 1083 m hohen Mount Beck, der Teil der McKenzie Range ist. Von seinem 940 m hohen Quellgebiet bewegt sich der Fluss vornehmlich in südliche Richtung, bis er nach rund 3,7 km aus eine weite Ebene trifft und dort in Richtung der Waiuna Lagoon nach Westen abknickt. Nach insgesamt 10,7 km Flussverlauf mündet der Dry Awarua River in den 85,7 km² großen See.